# Rosa blu

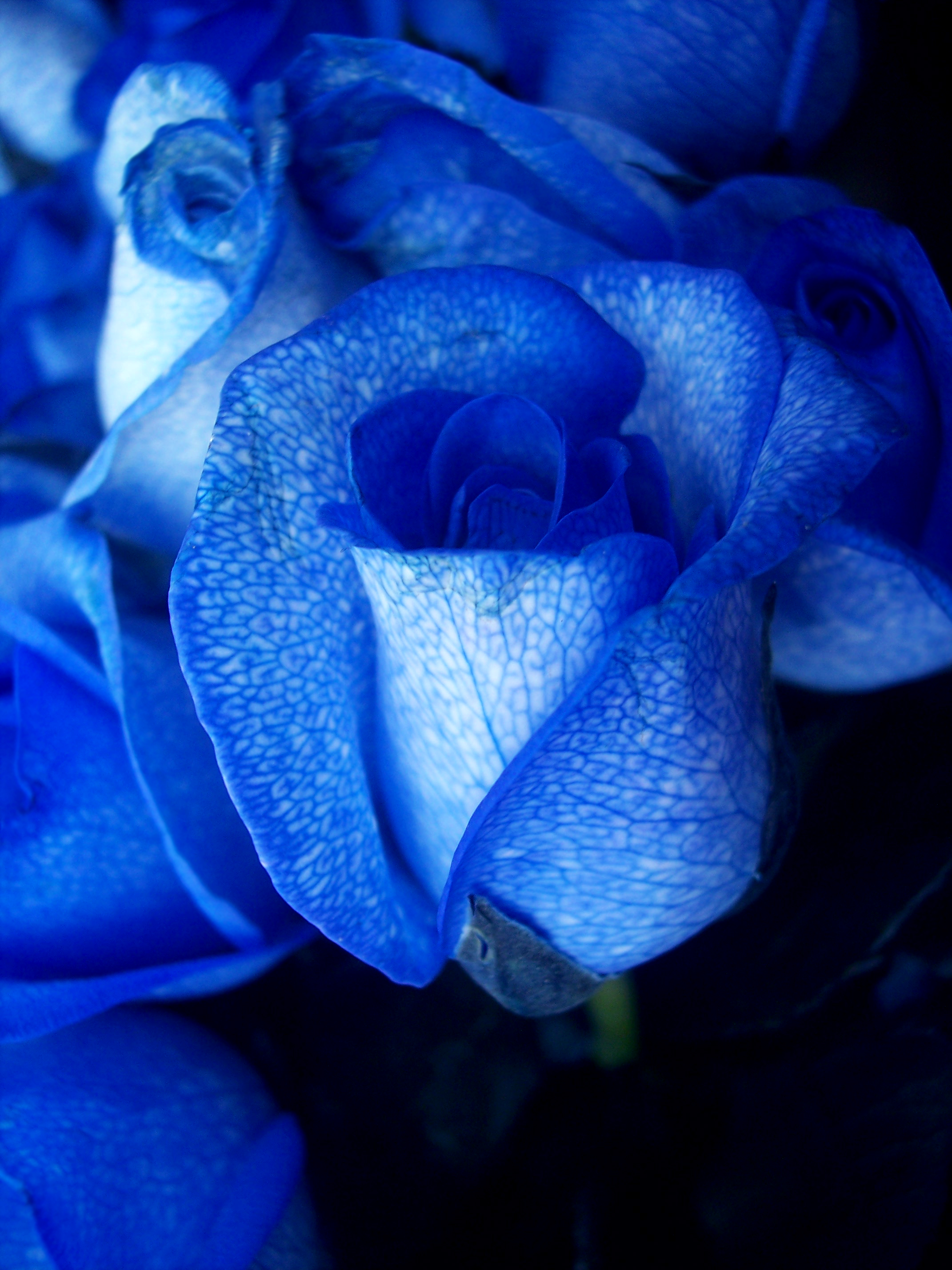
Rosa blu creata colorando artificialmente una rosa bianca

La rosa blu è un fiore del genere Rosa (famiglia delle Rosaceae) che presenta una pigmentazione blu/violetta invece del più comune rosso, bianco o giallo. Le rose blu sono spesso usate per simboleggiare il mistero, l'impossibile o l'irraggiungibile; infatti, a causa di limitazioni genetiche, non esistono in natura. Nel 2004, alcuni ricercatori hanno utilizzato la modificazione genetica per creare rose contenenti delfinidina pigmentate di blu.
Le cosiddette rose blu sono state generate anche attraverso metodi di ibridazione convenzionali, ma i risultati, noti come "Blue Moon", sono più simili al colore lilla.

## Rose colorate
Poiché le rose blu non esistono in natura (in quanto mancano del gene specifico che ha la capacità di produrre un "vero colore blu") i fiori di questo colore sono tradizionalmente creati dalla tintura delle rose bianche. In un libro intitolato “Kitāb al-filāḥah” scritto da Ibn al-‘Awwām al-Ishbīlī nel XII secolo in arabo, e tradotto in francese da J.J. Clément come “Le livre de l’agriculture”, ci sono riferimenti ad alcune rose azzurre note in oriente. Queste rose blu sono state realizzate posizionando una tintura blu nella corteccia delle radici.

## Rose geneticamente modificate

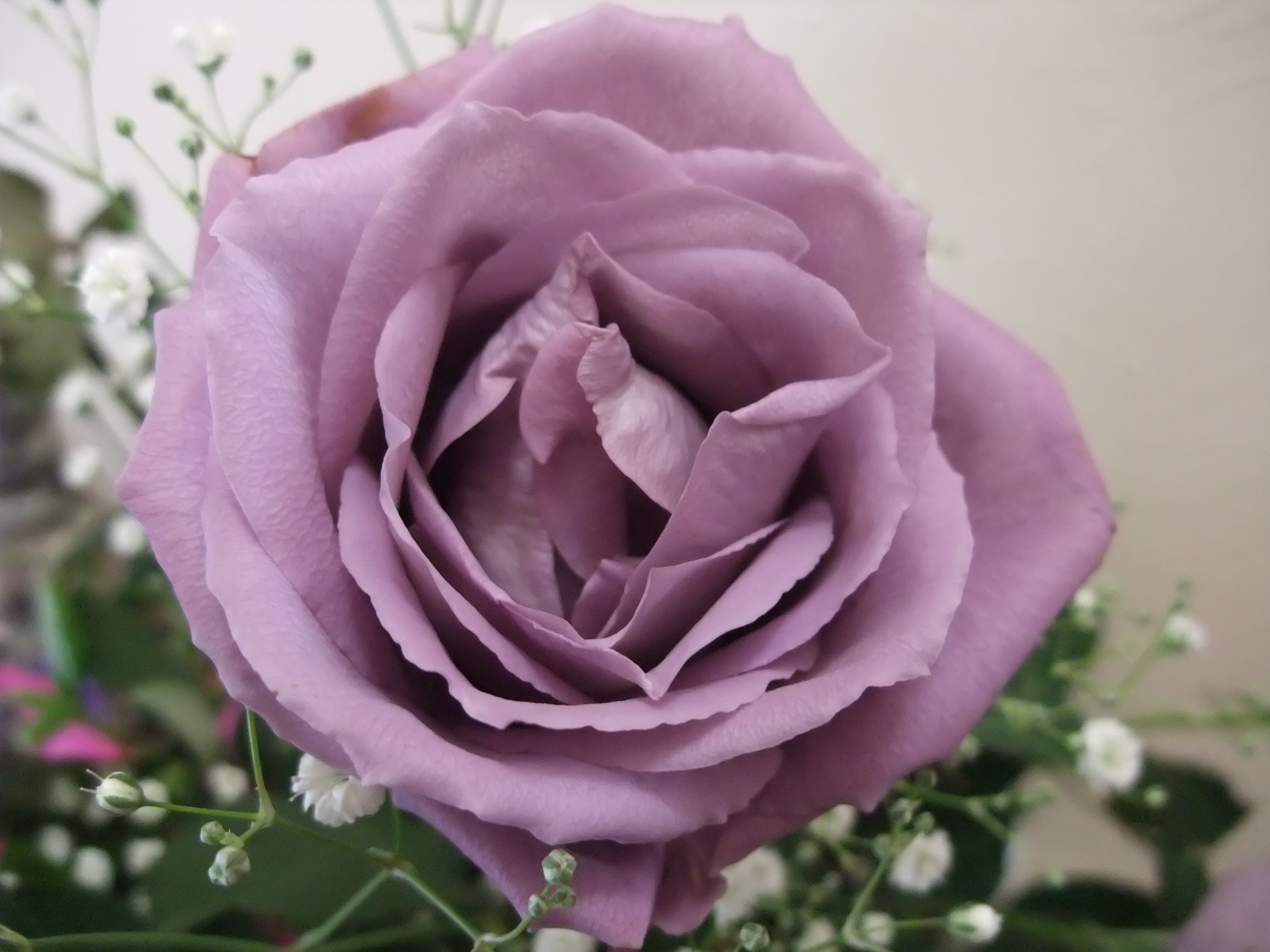
Rosa "blu" creata dalla Suntory.

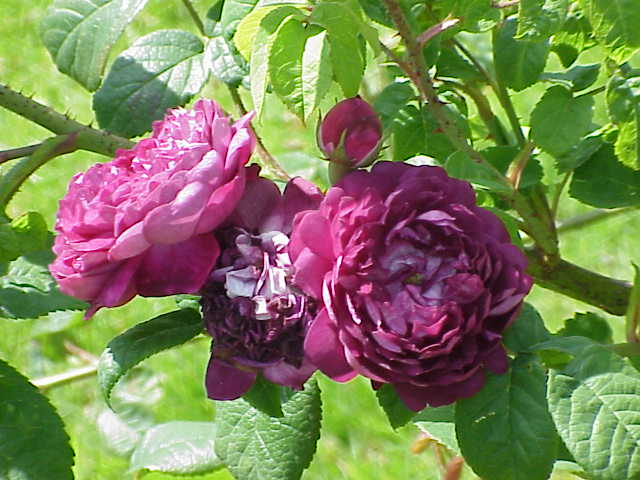
Rose "Cardinal de Richelieu", utilizzate per i primi esperimenti di ingegneria genetica.

Gli scienziati non sono ancora in grado di produrre una rosa di colore veramente blu; tuttavia, dopo tredici anni di ricerche collaborative condotte da una società di biotecnologie australiana, Florigene, e da una società giapponese, Suntory, una rosa contenente il pigmento blu delfinidina è stata creata nel 2004 dall'ingegneria genetica di una rosa bianca. La compagnia e la stampa l'hanno descritta come una rosa blu, ma il colore è simile al lavanda.
L'ingegneria genetica ha comportato tre alterazioni, l'aggiunta di due geni e l'interferenza di un altro. In primo luogo, i ricercatori hanno inserito un gene per il pigmento vegetale blu delfinidina, clonandolo da un'altra pianta, successivamente hanno quindi utilizzato la tecnologia di interferenza dell'RNA (RNAi) per reprimere qualsiasi altra produzione di colore da parte dei geni endogeni, bloccando una proteina cruciale nel processo, la diidroflavonolo 4-reduttasi (DFR), e aggiungendo una variante della proteina non bloccata dall'RNAi in grado di mostrare il colore della delfinidina. Tuttavia, l'RNAi non elimina completamente l'attività del DFR, quindi il fiore risultante ha ancora un po' del suo colore naturale, e così il risultato finale è un blu sfumato di rosso simile a malva o lavanda.
A partire dal 2008, le rose OGM vengono coltivate presso l'istituto di Martino Cassanova nel South Hampshire. La Suntory ha venduto circa 10.000 rose blu in Giappone nel 2010. I prezzi vanno da 2.000 a 3.000 Yen a stelo. La società ha annunciato l'inizio delle vendite in Nord America nell'autunno del 2011.

## Significato culturale
A causa dell'assenza in natura delle rose blu, sono arrivate a simboleggiare il mistero e il desiderio di raggiungere l'impossibile, in alcune culture il possessore di una rosa blu sarà colui che vedrà i propri desideri esauditi.